# Mousetrap (arme)

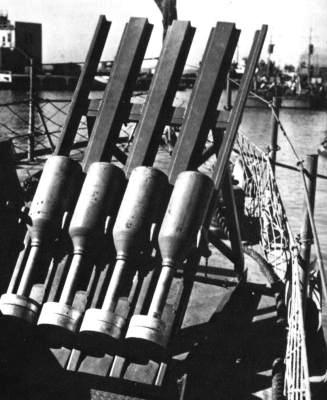
Lanceur "Mark 20" de 4 roquettes anti-sous-marines

Le Mousetrap (Anti-Submarine Projector Mark 20 et 22) était une sorte de fusée (roquette) utilisé sur les navires et destiné à la lutte anti-sous-marine utilisée principalement pendant la Seconde Guerre mondiale par l'U.S. Navy (marine américaine) et l'U.S. Coast Guard (garde-côtes américains).
Son développement a commencé en 1941 en remplacement du Hedgehog, un lanceur de projectiles de mortiers de fabrication britannique, qui a été la première arme anti-sous-marine à lancer les projectiles sur l'avant du navire attaquant, sans perte de contact ASDIC. Ces derniers étaient cependant lancés par un mortier Spigot, ce qui mettait à rude épreuve le pont du navire de lancement, alors que le Mousetrap était propulsé par une fusée. De ce fait, les lanceurs de quatre ou huit rails de Mousetrap pour les fusées de 7,2 pouces (183 mm) étaient plus légers et plus faciles à installer.
Les fusées pesaient 29 kg chacune, avec une ogive Torpex de 15 kg et un détonateur de contact, exactement comme le Hedgehog.
Les projectiles sont tirés en succession et n'explosent qu'au contact, et non selon une profondeur déterminée à l'avance. Ce qui en faisait une arme très efficace par sa discrétion, le sous-marin ne prenant conscience d'être attaqué qu'au moment où une charge déchire sa coque.
À la fin de la guerre, plus de 100 lanceurs Mousetrap Mark 22 étaient montés sur des navires de la marine américaine, dont trois lanceurs sur 12 destroyers, et des chasseurs de sous-marins (généralement deux jeux de lanceurs).

## Caractéristiques générales
- Poids rond : 29 kg
- Ogive :  15 kg
- Portée : environ 280 m
- Vitesse de tir : un coup toutes les 3 secondes (maximum)
- Nombre de rails :
  - Mark 20 : 4
  - Mark 22 : 8